# Bonyunia aquatica
Bonyunia aquatica är en tvåhjärtbladig växtart som beskrevs av Adolpho Ducke. Bonyunia aquatica ingår i släktet Bonyunia och familjen Loganiaceae. Inga underarter finns listade i Catalogue of Life.